# Conrad von Schindel
Conrad von Schindel (24. februar 1715 – 30. november 1794) var en dansk søofficer.
Han var søn af generalmajor Friedrich Wilhelm von Schindel (3. marts 1690 – 13. april 1755) og Anna f. Ulfeldt (d. 1744) og var brodersøn til admiral Wiglas von Schindel. Schindel blev sekondløjtnant i Marinen 1737, premierløjtnant 1740, kaptajnløjtnant 1746, kaptajn 1755, kommandørkaptajn 1759, kommandør 1766, schoutbynacht (kontreadmiral) 1770, viceadmiral 1776 og virkelig admiral 1790. 1738 samt 1744-46 var han i engelsk orlogstjeneste, 1748 ægtede han Hendrine Cathrine Dekker, der døde 29. juli 1762.
1751-53 tilbragte han i Middelhavet som chef for fregatten Dokken. Ved denne lejlighed afsluttede han en handelstraktat med Tunis. Efter sin hjemkomst ansattes han ved indrulleringen i Korsør. 1756-62 var han dels chef for linjeskibe, dels flagkaptajn i de udrustede eskadrer; ved admiral Olfert Fas Fischers død 1761 indtrådte han som 2. deputeret i Admiralitetskollegiet, men overtog allerede det påfølgende år (indtil 1766) stillingen som Holmens chef samt medlem af Havnekommissionen. 1764 indgik han sit andet ægteskab, med Christiane von Haven, f. Leegardt (1730 – 24. marts 1771), enke efter justitsråd, møntinspektør Peter Nic. von Haven. 1767 blev han generaladjudant, jagtkaptajn og kammerherre; 1774 førte han en mindre eskadre til Mecklenburg og dekoreredes på dette togt med Dannebrogordenen. Forinden (1769) havde han erholdt ordenen de l'union parfaite. 1775 indtrådte Schindel på ny i Kollegiet, det påfølgende år var han kommitteret ved ordningen af den norske indrullering og Søkadetakademiet. 1780 foretog han en rejse til Schlesien for at overtage godserne Kunzendorf, Wabnitz og Nauke, af hvilke han ved arv var kommet i besiddelse. I Danmark ejede han Folehavegård. Samme år førte han en eskadre på 14 skibe til handelens beskyttelse i Nordsøen. I Kollegiet avancerede han 1788 til 1. deputeret; som sådan vedblev han at administrere Marinen indtil 1792, da kronprins Frederik selv overtog præsidiet. Schindels sidste udekommando var 1789, da han om bord i linjeskibet Den Prægtige førte en flåde på 11 orlogsskibe, 3 fregatter, 14 mindre skibe samt 17 kanonfartøjer, hvilke alle udrustedes for at beskytte den russiske eskadre i Østersøen mod svenskerne. Ved denne lejlighed havde han det uheld at blive ramt af lynet. Han døde 30. november 1794.